# Hans Bardeleben
Hans Bardeleben (* 2. Juni 1920; † 29. September 1999) war ein deutscher Sänger und Unterhaltungskünstler, der hauptsächlich in den 1940er Jahren aktiv war. Er gründete 1946 die Cherokees, eine Band die in den Folgejahren ein paar Musiktitel veröffentlichte.

## Karriere
Bardeleben musizierte bereits in der Kriegsgefangenschaft und machte später in britischen Soldatenclubs so wie in Hamburger Nachtclubs Tanzmusik.
Mit dem Label Polydor machte Bardeleben 1945 einen Vertrag für den Alabama-Song, der sich zu einem kleinen Erfolg entwickelte. 1946 gründete er die Band Cherokees, mit der er dann ein paar Lieder veröffentlichte. Die Gruppe löste sich Ende der 1940er Jahre auf; Polydor kündigte den Vertrag.
Bardeleben starb 1999.

## Diskografie (Auswahl)
Erscheinungsjahr / A-B-Seite
- 1945: Alabama-Song (Oh Susanna!) / B-Seite unbekannt, mit dem Ensemble Heinz Both
- 1946: Mondnacht auf Cuba / On the sunny side of the street (Polydor 47965) mit den Cherokees
- 1946: Deep in the heart of Texas / The Gypsy (Polydor 47966), mit den Cherokees
- 1946: Amor-Amor-Amor / Ich nenne alle Frauen ‘Baby’ (Polydor 47967), mit den Cherokees
- 1947: In the mood / Wochenend und Sonnenschein (Happy Days Are Here Again) (Polydor 47968), mit den Cherokees
- 1948: Choo Choo Boogie / Chattanooga-Choo-Choo (Polydor 47997), mit den Geller-Sisters, Heinz Both und seinen Solisten
- 1948: Too-Ra-Loo-Ra-Loo-Ra / Just a prayer away (Polydor 47994), mit den Geller-Sisters, Heinz Both und seinen Solisten